# Urban winery

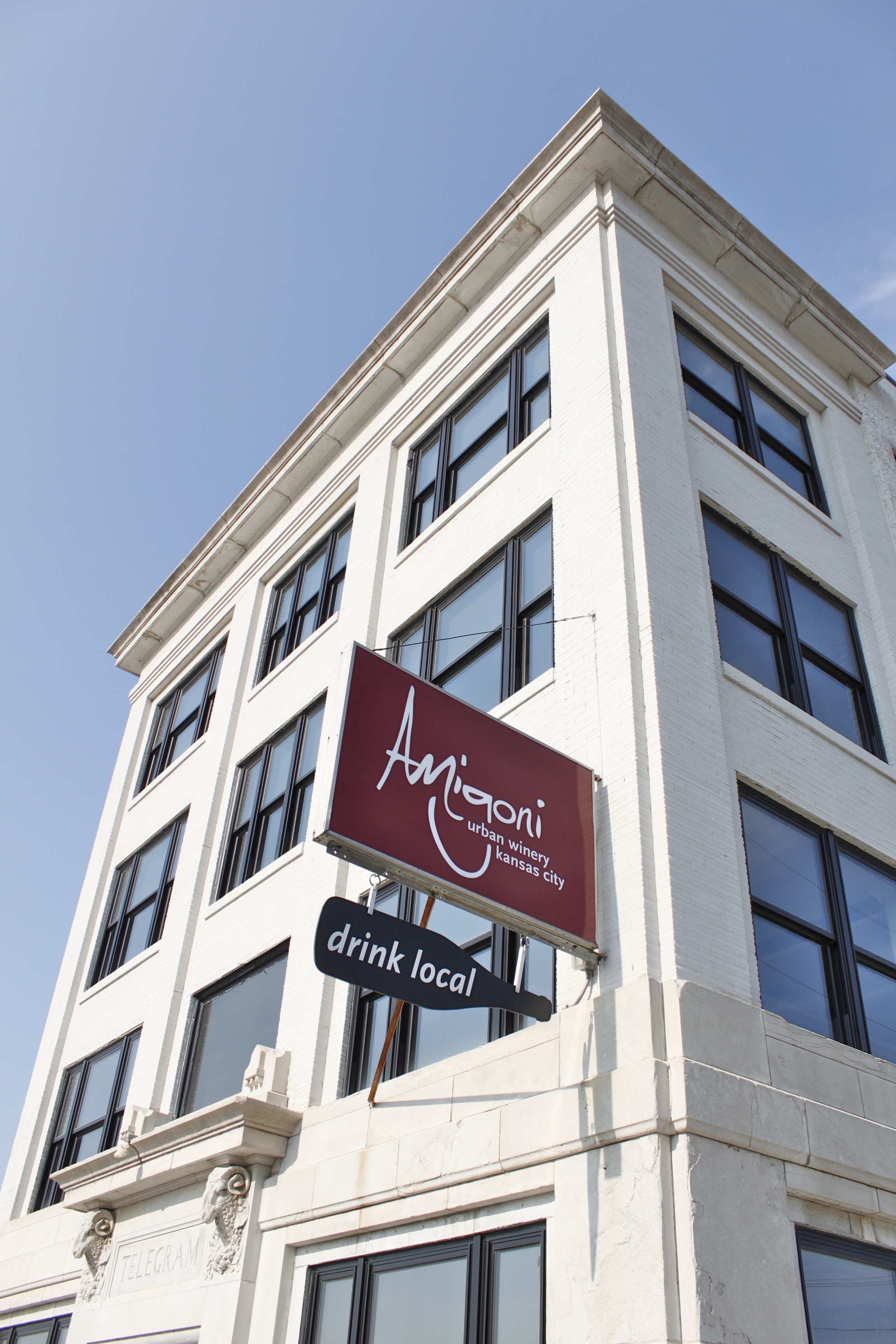
Amigoni Urban Winery, installé dans l'ancien Hôtel des Postes de Kansas City

Une urban winery est une entreprise de vinification installée soit en ville soit dans une zone industrielle ou commerciale. Possédant ou non un vignoble, elle achète tout ou partie des cépages qu'elle vinifie et élève puis commercialise en bouteille pour une clientèle de proximité. Ce nouveau concept, né aux États-Unis, couvre une large gamme d'activités. Outre celle qui s'apparente au métier du négociant manipulant de type champenois, ces vinificateurs ont un objectif bien précis : s'intégrer dans la communauté. Dans le but de fidéliser leur clientèle, ils organisent des journées portes ouvertes, ouvrent des lieux d'attractions, organisent des concerts ou des événements musicaux, offrent les services d'un Traiteur Organisateur de Réceptions, etc. D'autres, proposent même à leurs clients fortunés l'opportunité d'élaborer leur propre vin sous la direction du vinificateur-maison.

## Historique
Avant la prohibition, la plupart des vins commercialisés aux États-Unis provenaient des entrepôts de grandes villes comme New York, San Francisco et Los Angeles. Un changement se fit dans les années 1960 et 70, quand les consommateurs découvrirent le vignoble de Napa ou Sonoma, dont la production est devenue une caractéristique emblématique du vin américain.
L'industrie vinicole (wine industry) américaine fut réduite à la portion congrue alors que les prix du vin dans les vignobles de renommée continuaient d'augmenter. La réaction se fit par la création de caves alternatives fabricant du vin dans un entrepôt à Brooklyn ou Portland ou n'importe où. Ces urban wineries utilisaient les nouvelles avancées technologiques de la vinification en y joignant des objectifs idéologiques bien précis. Il existe trois conceptions de ces 200 caves urbaines répertoriées.

## Vinificateur-artisan

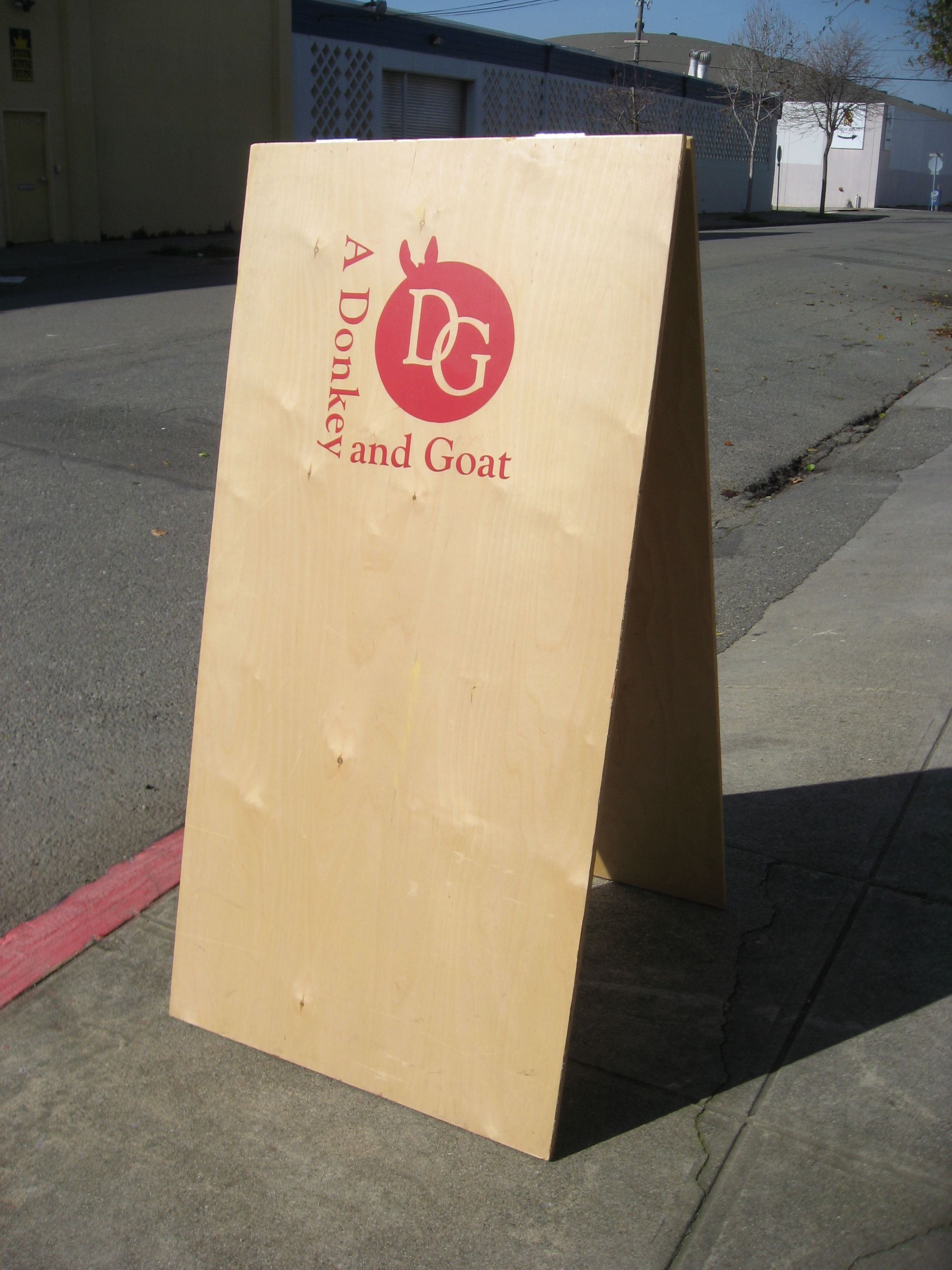
Un simple panneau pour indiquer A Donkey and Goat

Cette première catégorie regroupe des négociants, quelquefois propriétaires de vignes, qui produisent une quantité importante de vin dans un entrepôt. L'exemple le plus probant est celui de la East Bay Vintners Alliance où se trouve la plus grande concentration de celliers en milieu urbain (une vingtaine au total). S'inscrivent dans cette même mouvance, Steve Edmunds, propriétaire de Edmunds St. John, ainsi que Tracy et Jared Brandt qui possède la marque A Donkey and Goat. Leur but rappelle celui des caves qui se pressaient les zones urbaines avant la prohibition : se rapprocher des consommateurs et produire moins cher.
Quant à la South Seattle Artisan Wineries et ses six adhérents, ils tiennent journées portes ouvertes tous les samedis. Leur objectif avoué est de mettre en valeur, à travers leur production, la typicité et de terroir des vignobles de l'État de Washington.
La Red Hook Winery, créé par Schoener avec un vigneron Napa Valley, Bob Foley, et son distributeur de New York, fonctionne à partir de raisins provenant de divers vignobles de Long Island et en partie d'un vignoble à New York. Sa principale clientèle est la restauration newyorkaise. Expédier du raisins revient moins cher que d'expédier des bouteilles, mais ceux-ci nécessitent un traitement particulier.

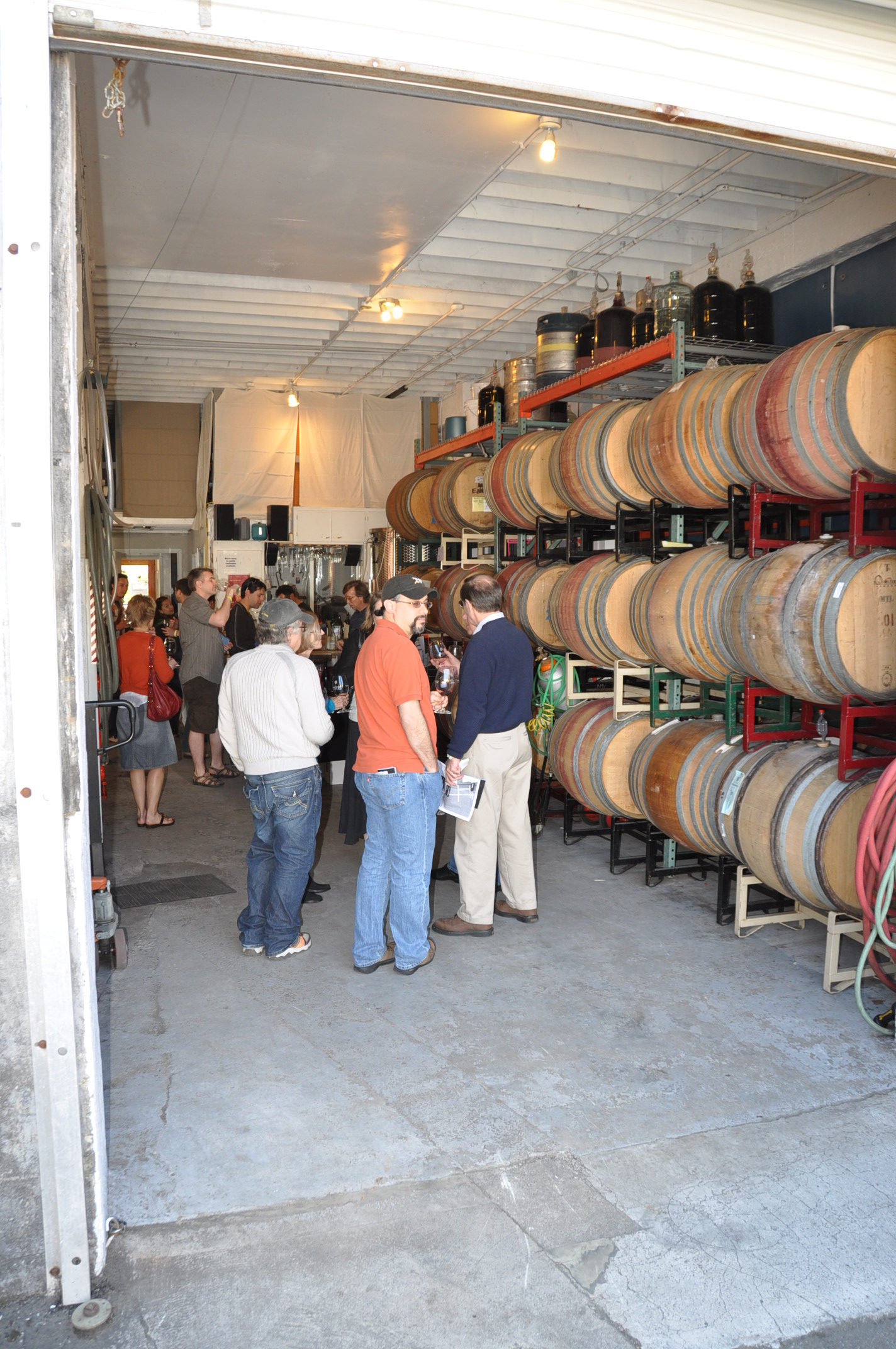
Cellier de Eno Wines
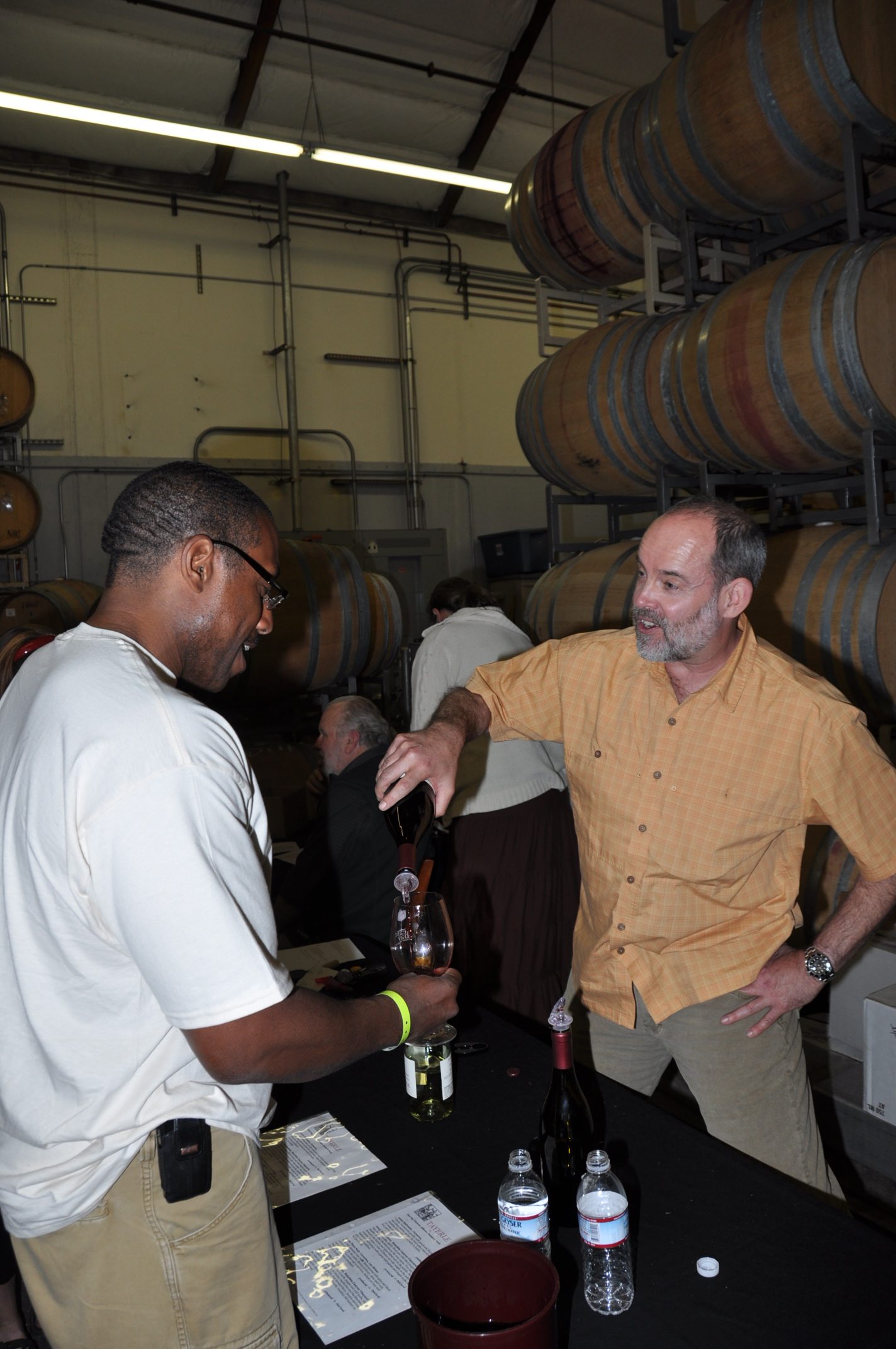
Dégustation chez Tayerle
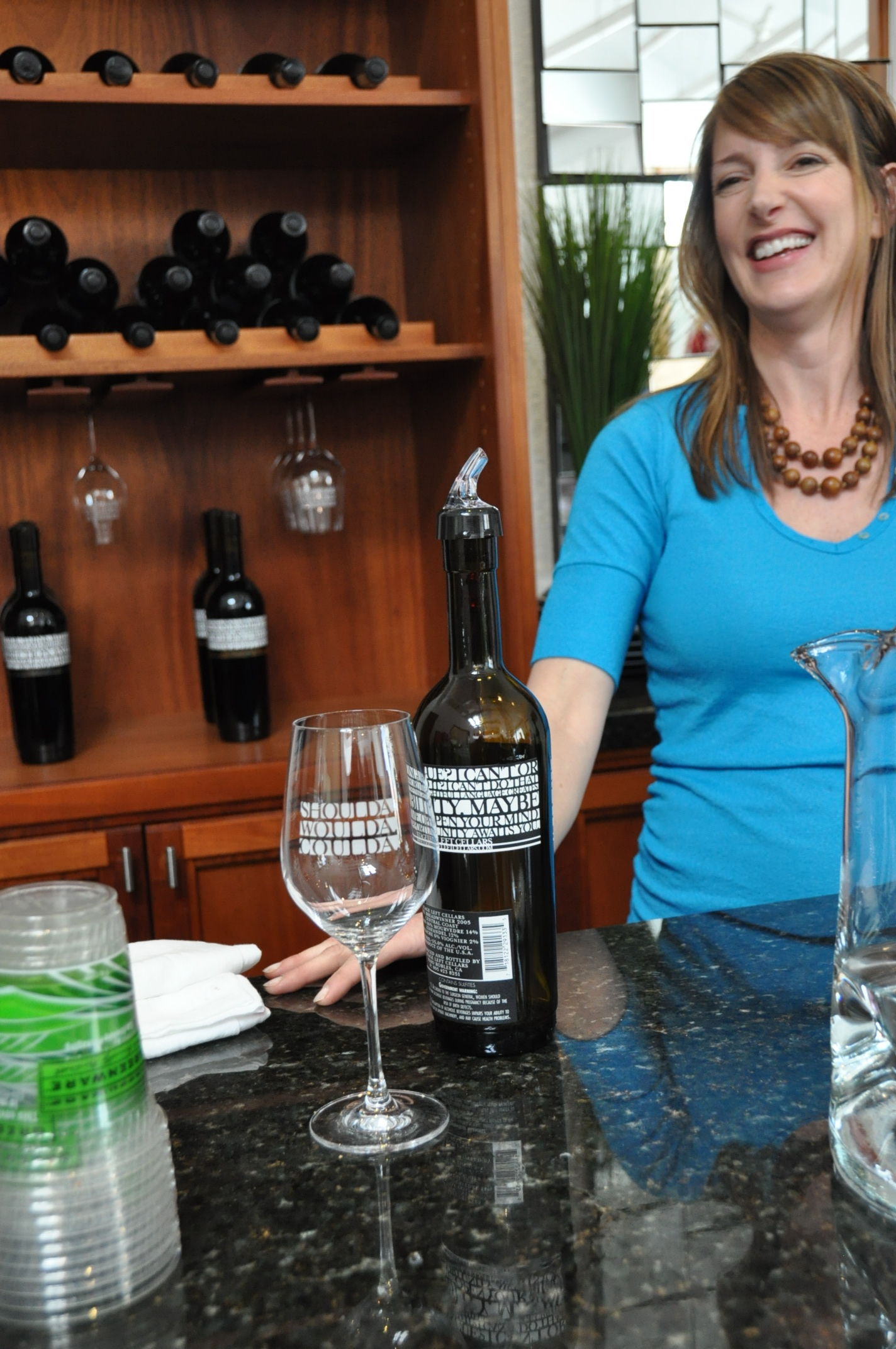
Stand de dégustation chez Stage Left Cellars

## Vinificateur-concepteur

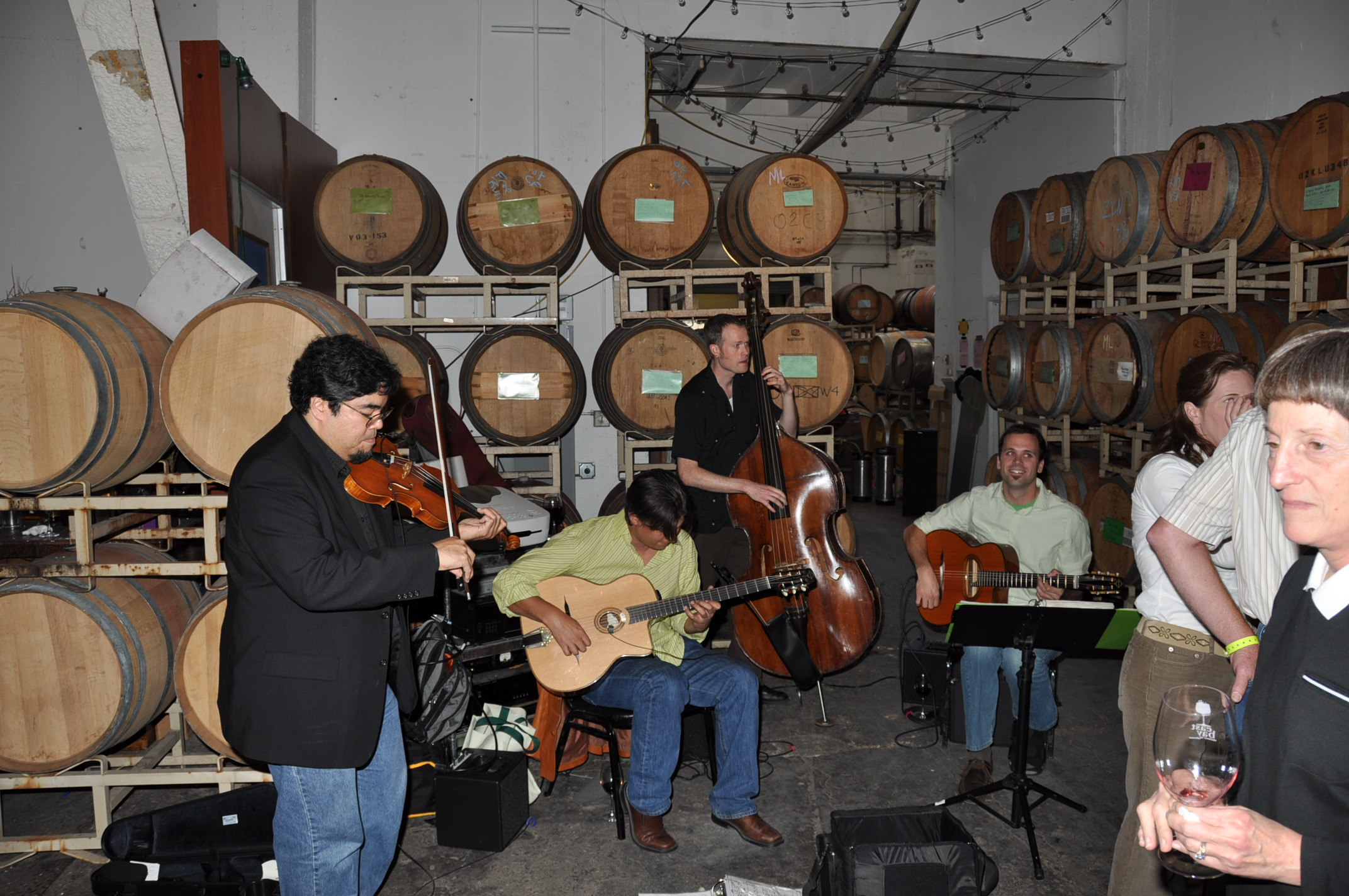
Concert chez Periscope Cellars, Oakland

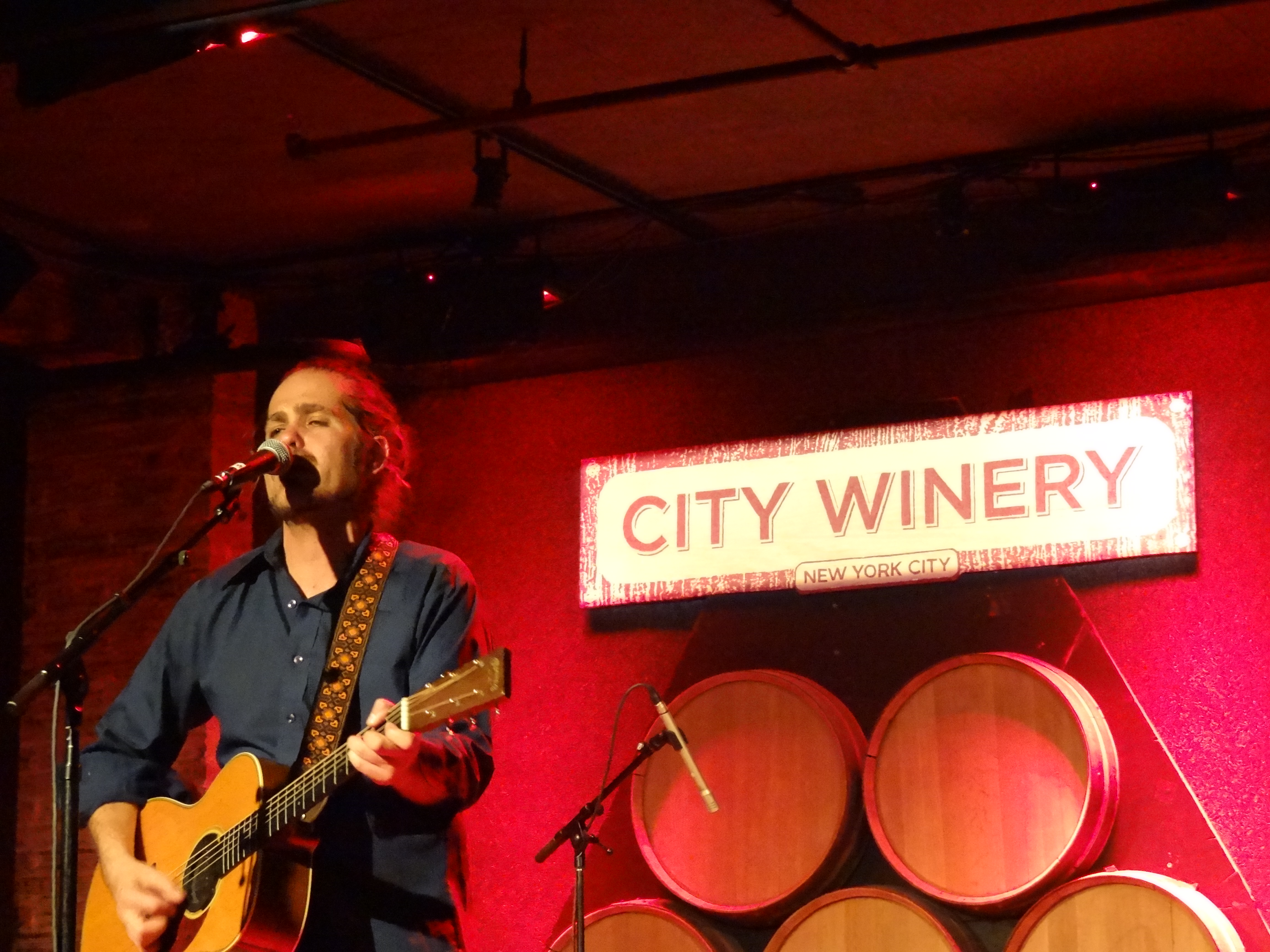
Concert de Citizen Cope à la City Winery

La seconde catégorie, la plus récente, est plus ambitieuse. La cave de vinification, toujours installée en milieu urbain, s'est équipée d'un bar à vin, d'un espace événementiel, d'un parc d'attractions, ou de tout ce qui peut attirer et fidéliser une clientèle.
Cette infrastructure est mise en place pour soutenir un concept novateur. Brooklyn Winery et City Winery à New York en donnent deux exemples. Ces deux wineries cherchent à s'intégrer dans le grand tissu culturel des villes où elles ont leur siège. Brooklyn Winery promeut des petites entreprises locales et des jeunes d'avenir qui vivent dans la région. City Winery accueille des grands noms musicaux et combine vin et musique.
De plus, ces caves s'inscrivent dans la même démarche que celle des vignerons bordelais qui ont mis à la mode le vin de garage dans les années 1990. Ils désiraient réagir contre le style traditionnel des Bordeaux, en élaborant des vins très tanniques. Mais la réaction de beaucoup de urban wineries n'est pas que stylistique. Leur objectif est de prôner une démocratisation de la vinification et un rapprochement de la clientèle.

## Vinificateur-conseil

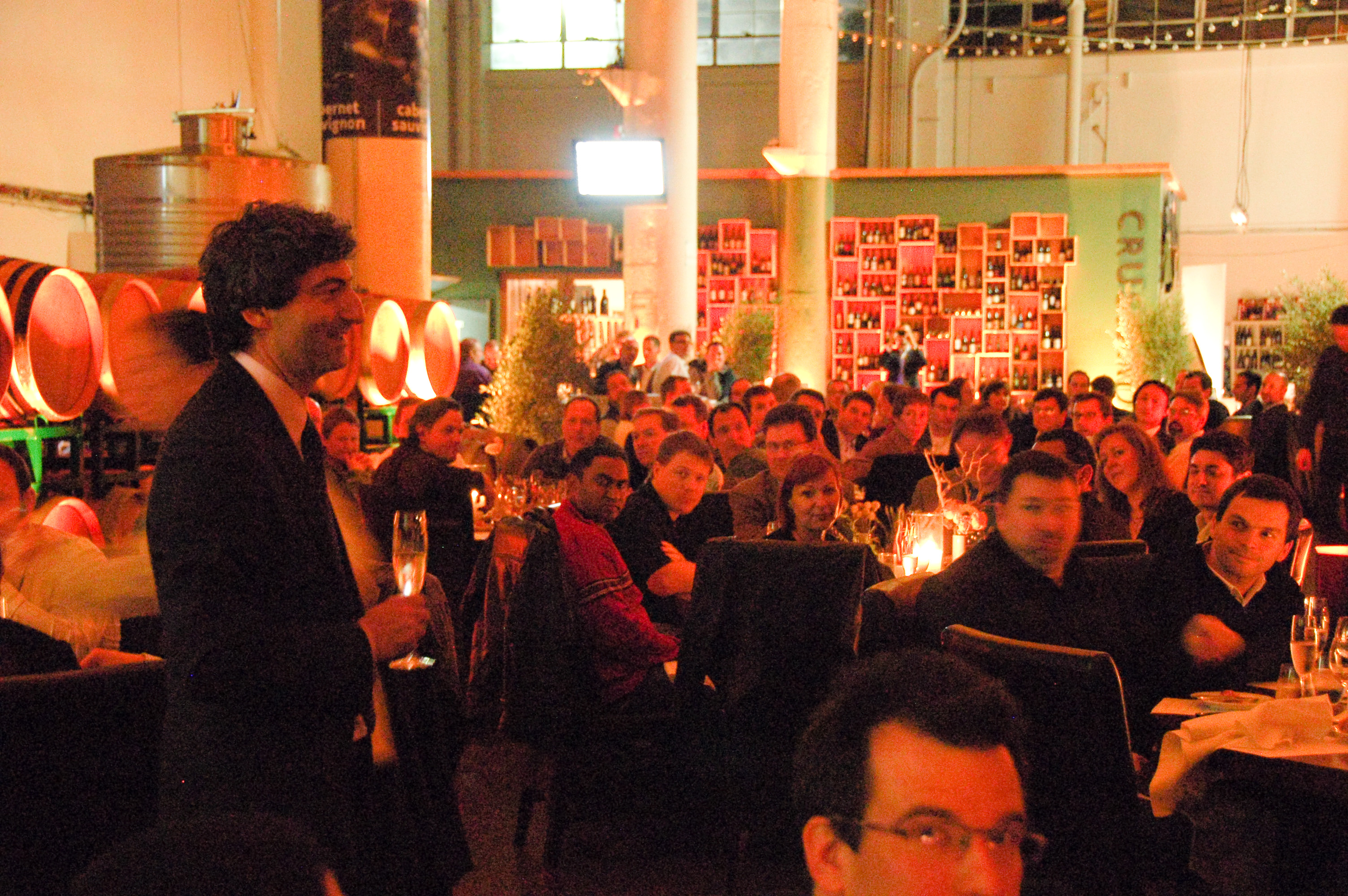
Michael Brill, fondateur et pdg de Crushpad, recevant sa clientèle, en février 2010

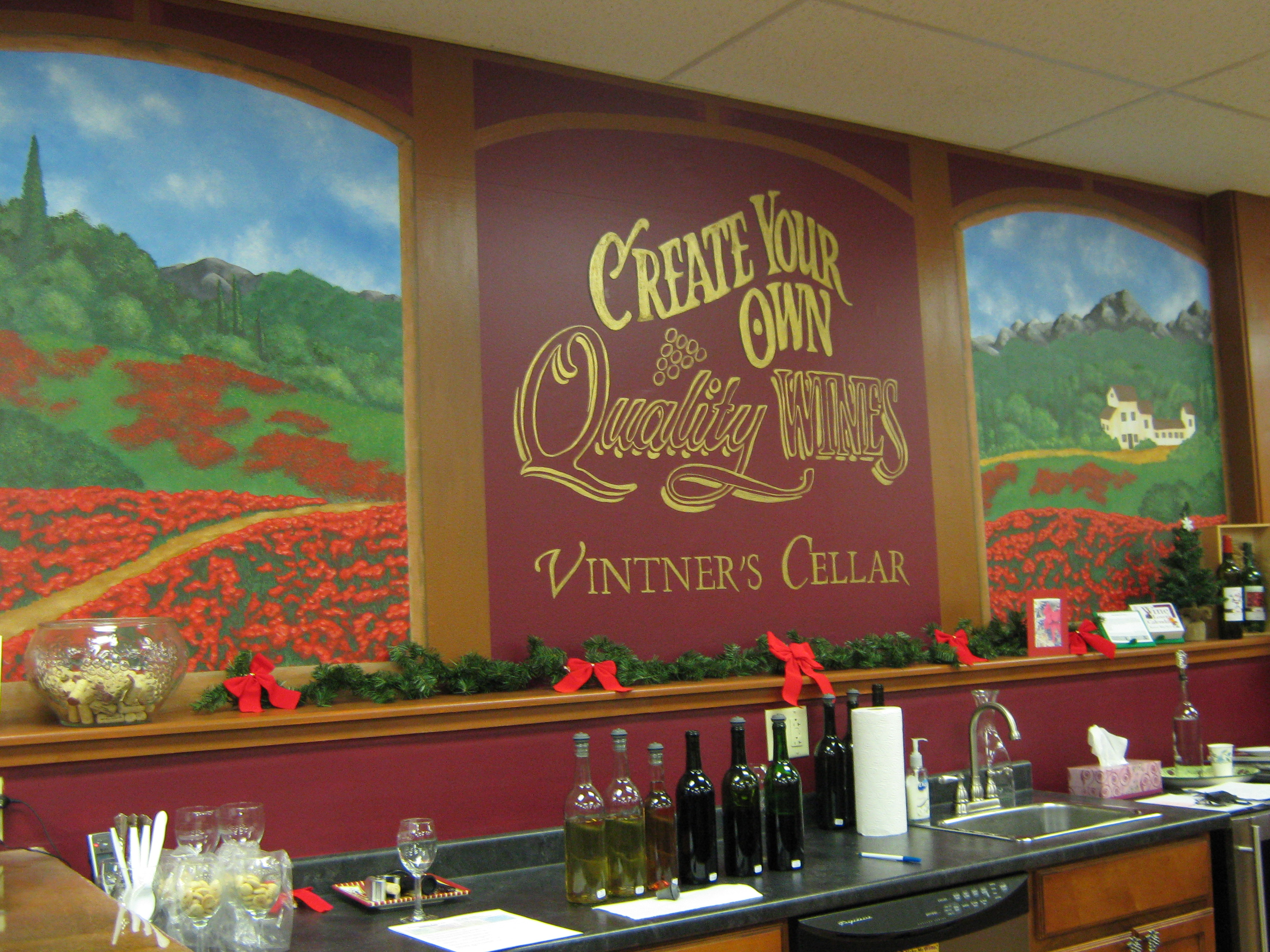
Vintners cellars : crèez vos propres vins de qualité

La troisième catégorie tient de la « vinification de bricolage », pour reprendre les mots de Talia Baiocchi, une journaliste américaine, spécialiste des urban wineries. Certains proposent à leurs clients fortunés de concocter leur propre vin sous la direction d'un vinificateur. Ce concept a été lancé par Crushpad à San Francisco.
En 2008, Eric Asimov (en), le critique de vin pour le New York Times, s'est, à son tour, interrogé sur l'utilité et l'importance de cette conception vinicole. Très critique, il affirma qu'il préférait à dépenser « 10 000 $ pour un peu de très bon vin, plutôt que sur son propre pinard ». En effet, les stages pour fabriquer son propre vin sont facturés entre 5 500 et 10 000$. Ce concept de faites-le vous-même joue sur un « sentiment désagréable de prétention et d'idéalisme », explique Talia Baiocchi qui conclut sévèrement : « L'idée que des consommateurs vinifient leur propre vin, sous prétexte de leur offrir, contre de l'argent, le vin qu'ils désirent est tiré par les cheveux ».
|  |  |

Pour accéder à ce privilège, Crushpad avait mis en place une infrastructure qui fournissait l'installation, l'équipement, les conseils et une gamme complète pour vinifier. Les participants déboursaient entre 5 et 10 000 $ par baril. Ce qui leur permettait d'obtenir environ 300 bouteilles, habillées d'une étiquette personnalisée. Un tel résultat amena Asimov à commenter : « Pour les entreprises, c'est une bonne relation publique, peut-être, d'avoir des bouteilles à donner estampillées du nom de leur firme, plutôt que de tee-shirts ou des casquettes de base-ball ».
En dépit des critiques, Crushpad fut présenté comme l'exemple le plus parfait des nouveaux entrepreneurs décidés à bousculer les géants endormis. On loua sa façon de changer la place du consommateur dans la chaîne d'approvisionnement agro-alimentaire, donnant à tout un chacun la possibilité de réaliser son rêve en devenant « un vigneron de classe mondiale ».
Selon Alan Graham : « C'est une idée brillante et qui, je pense, va conquérir le monde entier, et pas seulement avec le vin. ». Et d'expliquer que la méthode Crushpad pouvait révolutionner la production industrielle et agricole. « Au lieu de simplement créer des liens de plus en plus virtuel pour les personnes et les lieux, nous commençons à voir un changement du virtuel au concret. »
D'autant qu'en 2009, Crushpad arriva en France après avoir signé un accord avec le Château Teyssier (en) à Saint-Émilion. Pour les prochaines vendanges, la société californienne avait obtenu le droit d'acheter des cépages du vignoble du château ainsi que de cinq autres domaines du Bordelais. Le contrat signé avec la clientèle prévoyait la livraison d'un tonneau minimum, soit l'équivalent de 300 bouteilles, les prix allant de 22.50 € à 45 € par col, suivant l'origine du raisin.
Tout semblait sourire à Crushpad quand, à partir de la mi-juin 2012, se répandit la nouvelle que cette société était en grand difficulté financière. Son investisseur principal, Bill Foley, ait refusé de couvrir ses pertes. Il se retirait en blâmant la politique de Crushpad qui n'avait pas pris en compte la récession. « Même les riches n'ont plus le revenu nécessaire pour dépenser des milliers, voire des dizaines de milliers de dollars pour ce qui est, essentiellement, un projet de vanité. » avait-il expliqué.

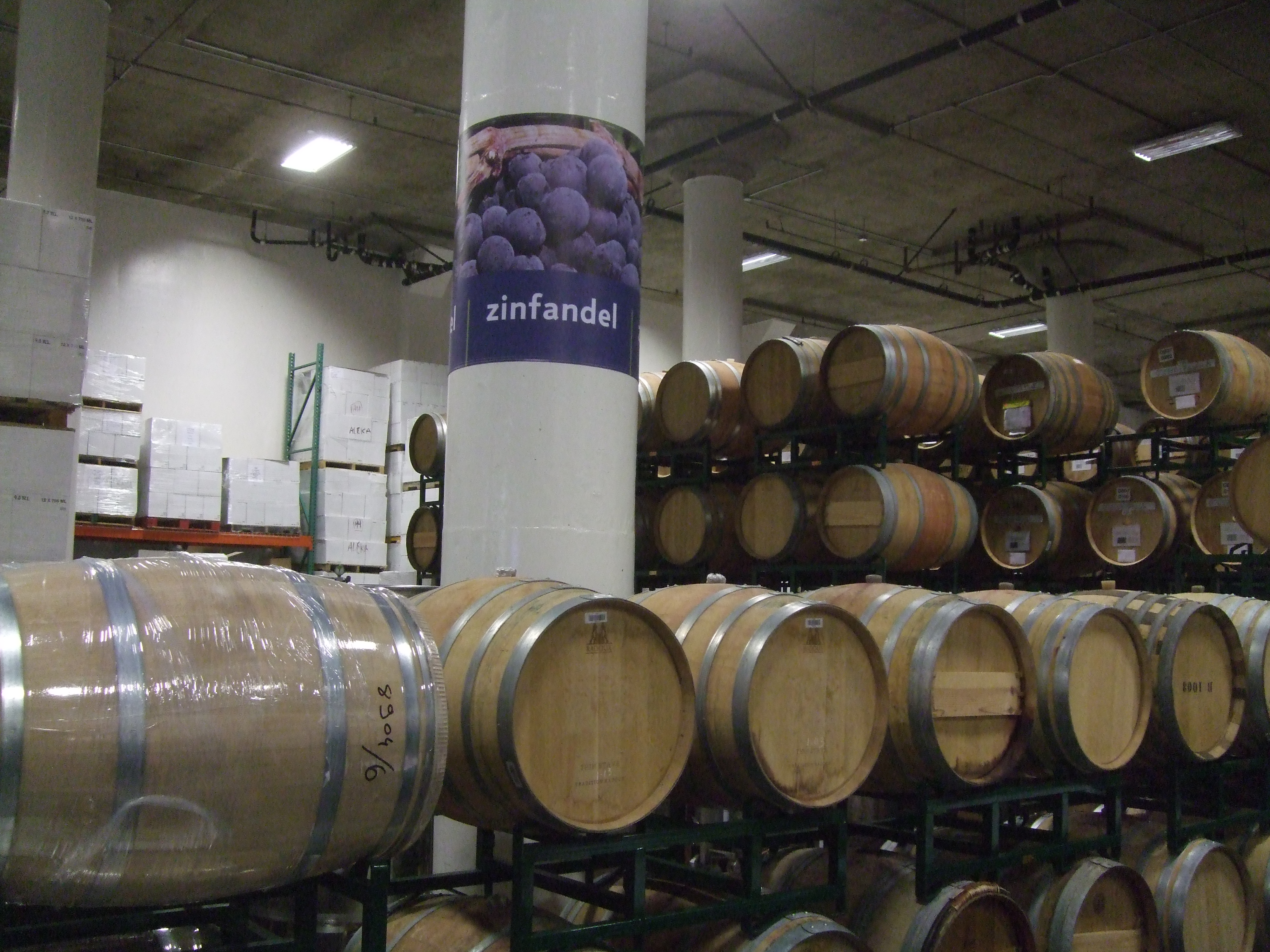
Tonneaux de zinfandel entreposées chez Crushpad

Au début du mois d'août de cette même année, le journal Wine Spectator fit savoir que pour payer ses créanciers les actifs de cette société allaient être vendus aux enchères incluant les vins stockés de plusieurs centaines de ses clients, vins déjà payés et entreposés en barriques dans la Sebastiani Winery, de Bill Foley, à Sonoma. L'éditorialiste indiquait que les comptes de la société étaient dans le rouge depuis 2008 et qu'elle avait été mise en garde que sans investissement supplémentaire elle courait à la faillite. Tim Fish, dans le numéro suivant du Wine Spectator, informa ses lecteurs que Crushpad avait été vendu aux enchères le 7 août à la Castlegate Capital Advisors et que les nouveaux propriétaires avaient fait savoir que les 500 clients qui désiraient récupérer leurs vins devraient aider à payer la facture pour la réorganisation de l'entreprise. La Castlegate, société spécialisée dans le redressement d'entreprises en difficulté, avait acheté pour 654 866 dollars les actifs et passifs de Crushpad et estimait que pour son redressement, il y avait encore plus de trois millions de dollars à investir.
« Que la vinification à la Crushpad reste juste un effet de mode est encore à voir, mais avec des entreprises comme la City Winery et Brooklyn Winery visant à s'intégrer dans la communauté d'une manière significative, on ne peut qu'espérer que cette tendance prédominera », analyse Talia Baiocchi.

## Sélection des principales urban wineries
California
- Dashe Cellars[9]
- A Donkey And Goat[10]
- Edmunds St. John[11]
- Prospect 772 Wine Co[12].
- San Pasqual Winery[13]
- Stomping Girl Wines[14]

Missouri
- Amigoni Urban Winery[15]

New York
- City Winery[16]
- Brooklyn Winery[17]
- Red Hook Winery[18]

Ohio
- Henke Winery[19].

Oregon
- Urban Wineworks[20]
- Hip Chicks Do Wine[21]
- Wintners cellars[22]
- Grochau cellars[23]
- Boedecker Cellars[24]

South Seattle
- Nota Bene Cellars[25]
- Bartholomew Winery[26]
- Cadence Winery[27]
- Fall Line Winery[28]
- Laurelhurst Cellars[29]
- Owen and Sullivan’s Winery[30]

## Troisurban winerieshors des États-Unis

### La 8th Estate Winery à Hong Kong
C'est une urban winery qui s'est installée dans l'ancienne zone industrielle de Ap Lei Chau à Hong Kong, devenue inutilisée quand la majorité des usines furent délocalisées vers la Chine continentale où la main d'œuvre est moins chère. Pour revitaliser cette friche industrielle, des studios d'art, des boutiques spécialisées et des ateliers se sont installés dans les bâtiments désertés. La 8th Estate Winery occupe le 3e étage d'un immeuble vide.

8th Estate Winery à Hong Kong
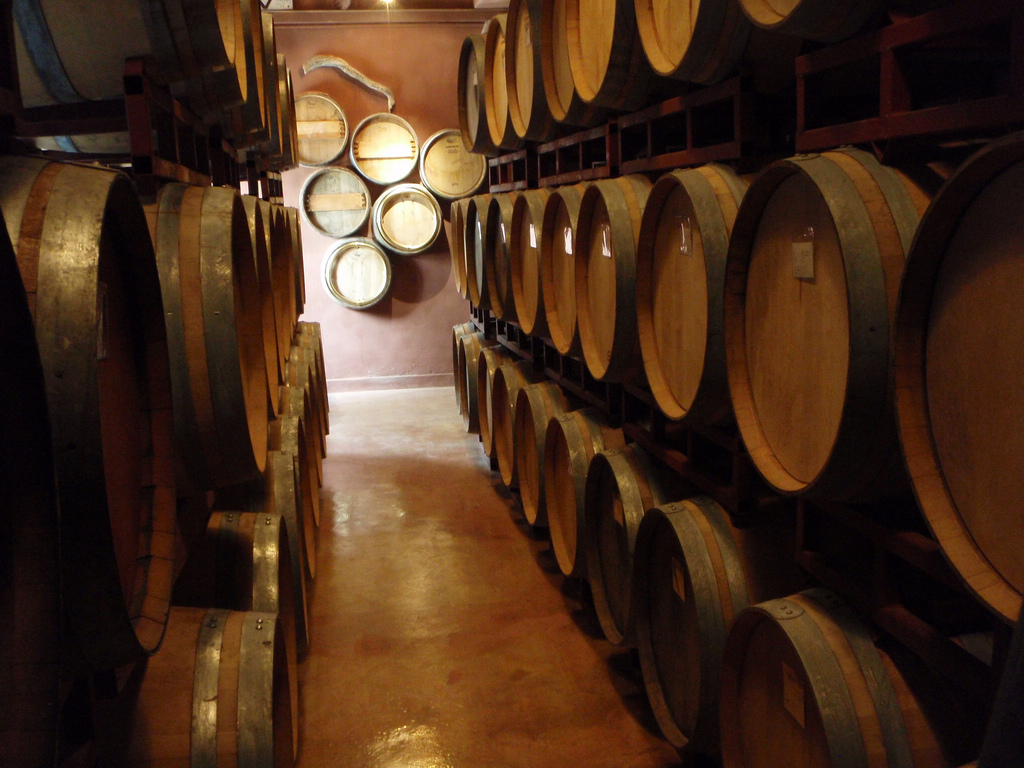
Cellier
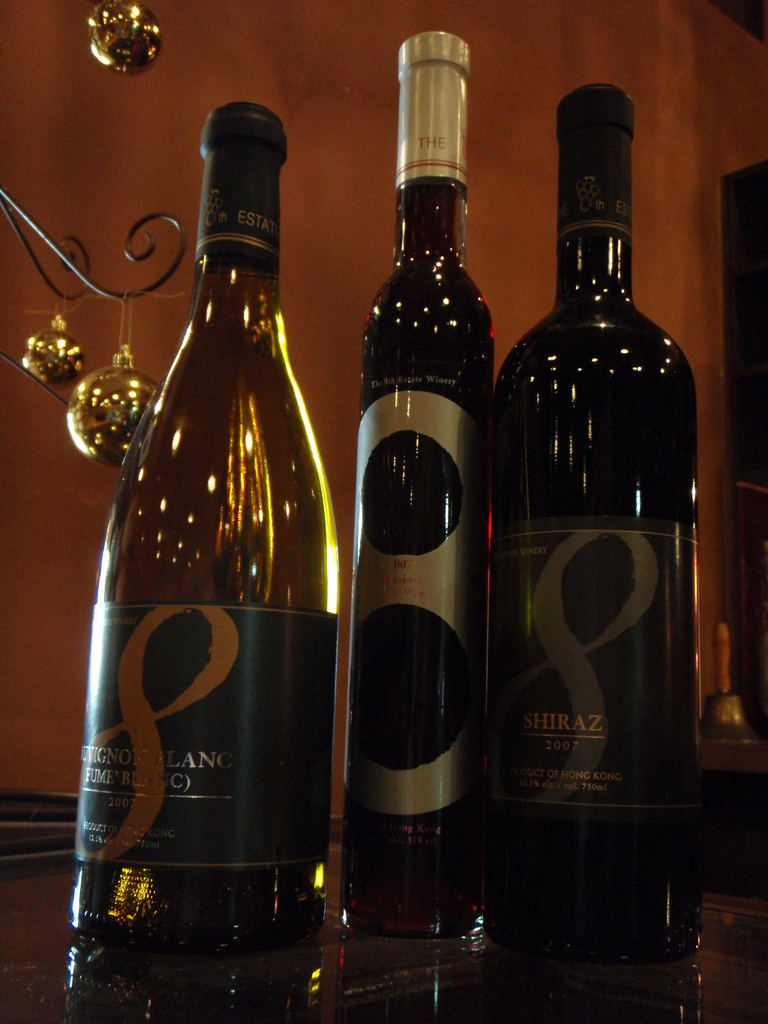
Bouteilles de vin
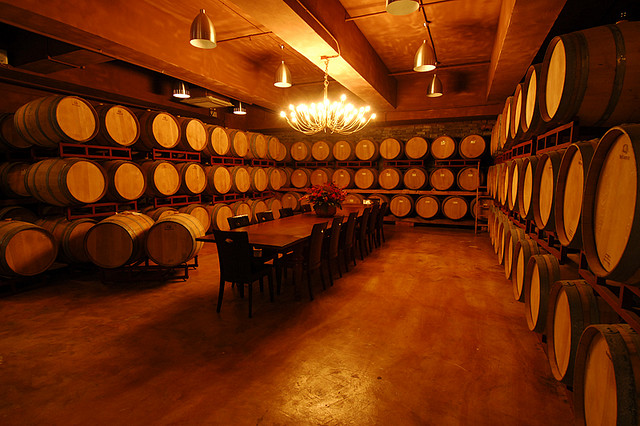
Salle de dégustation

Les raisins, qui proviennent d'Australie, Nouvelle-Zélande et des États-Unis, sont congelés dans l'intention de préserver leur état original après la récolte. Pressuré et vinifié en fûts de chêne américain et français, ils permettent d'obtenir des rouges, blancs et vins de dessert. Cette unité de vinification réserve des fûts afin de permettre à sa clientèle, en étroite collaboration avec le maître de chai, de produire un vin personnalisé selon les goûts de chacun.

## London cruà Londres
Le 26 juillet 2013, les médias annonçaient la naissance de London cru. Le concepteur en était Cliff Roberson, négociant en vin, qui a reçu, en 2012, un Decanter Wine Award. Son communiqué de presse précisait que « à partir de septembre, dans le sous-sol d'une ancienne distillerie de gin, à Earls Court, à quelques pas de Hyde Park, il ouvrait une cave de vinification de raisins de qualité récoltés à la main à partir des vignobles français de Bordeaux et du Languedoc-Roussillon, pour la production de vin ». Il assurait sa future clientèle de lui fournir des vins de qualité à des prix abordables. La première vinification urbaine devait mettre sur le marché 17 000 bouteilles. L'ouverture au public était prévue pour le mois de novembre 2013.